# Лихтенберже, Фредерик
Фредерик Огюст Лихтенберже (21 марта 1832, Страсбург — 7 января 1899, Версаль) — французский протестантский богослов, педагог, журналист и религиозный писатель, пастор Эльзаса. Получил большую известность своими проповедями в Эльзасе в 1871 году, в результате которых многие жители региона предпочли переехать во Францию после аннексии территории Германской империей.  

## Биография
Среднее образование получил в протестантской школе Jean Sturm Gymnasium, в 1854 году защитил бакалаврскую диссертацию по богословию в Страсбургском университете, в 1860 году защитил там же докторскую диссертацию, в 1864 году стал в нём профессором; проповедничеством занимался с 1858 года и с этого же времени был преподавателем религии в гимназии. 
В феврале 1871 года выступал в Эльзасе с антигерманскими проповедями, протестуя против передачи региона Германии; в итоге был вынужден покинуть родной город и вместе с семьёй переехать в Париж, где первоначально стал членом лютеранской консистории. В 1873 году основал Свободную школу реоигиоведения. В 1877 году получил место профессора в недавно на тот момент открытом факультете протестантской теологии в Сорбонне, Париж, 9 февраля 1880 года стал его деканом и тогда же начал работать над своим главным трудом — 13-томной «Энциклопедией религиоведения». 
Активно занимался также общественной и журналистской деятельностью: был членом Генерального совета факультетов, Высшего совета по образованию, Общества по истории французского протестантизма, писал статьи для религиозных изданий Revue chrétienne, Bulletin и Revue théologique, был главным редактором Journal du protestantisme français. Был награждён Орденом Почётного легиона.
В 1895 году вышел в отставку по состоянию здоровья. В 1896 году стал почётным доктором богословия университета Глазго.
Его сын Андре стал известным французским социологом и писателем; другой сын, Анри, стал создателем французской научной школы германистики.
Основные работы: La théologie de Lessing (1854); De Apostolorum Præceptis Redemptoriam Christi Mortem Spectantibus (1857); Etude sur le principe du protestantisme (1857); Des éléments constitutifs de la science dogmatique (1869); Histoire des idées religieuses en Allemagne depuis le milieu du XVIIIème siècle (1873-1887, 13 томов, 2 издания). Ряд его работ были переведены на английский и немецкий языки.